# تپه شهرسوخته ۱۳
تپه شهرسوخته۱۳ مربوط به هزاره سوم و ۲ قم است و در شهرستان زابل، ۴ کیلومتری شمال پایگاه شهر سوخته واقع شده و این اثر در تاریخ ۲۴ اسفند ۱۳۸۳ با شمارهٔ ثبت ۱۱۴۸۱ به‌عنوان یکی از آثار ملی ایران به ثبت رسیده است.